# Enciclopèdia Brockhaus

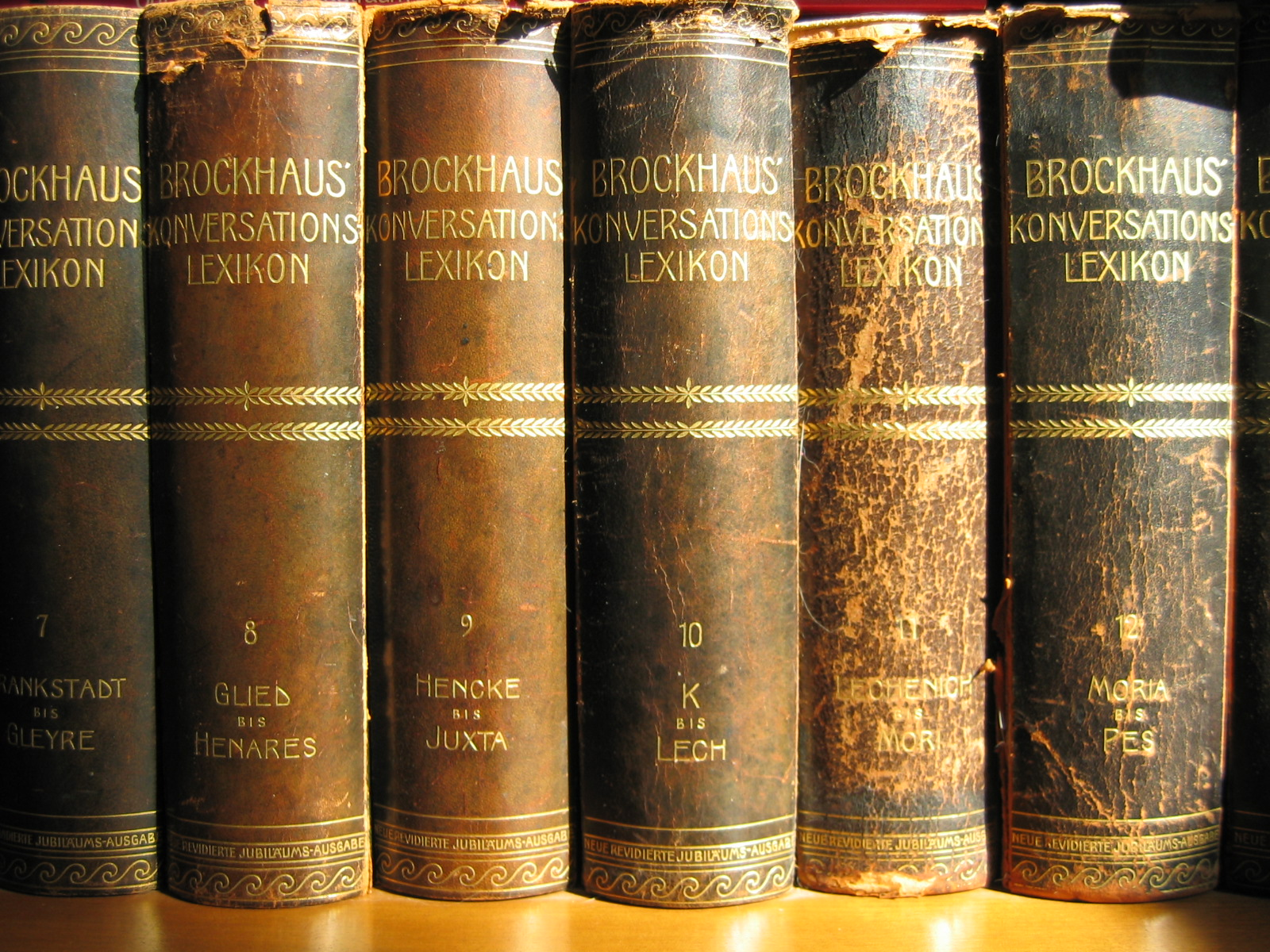
"Brockhaus' Konversations-Lexikon", 14ena edició, 1910

La Brockhaus Enzyklopädie és una enciclopèdia i obra de referència en idioma alemany publicada per Brockhaus.
La seva primera edició es va originar a partir de la Conversations-Lexikon mit vorzüglicher Rücksicht auf die gegenwärtigen Zeiten per Renatus Gotthelf Löbel i Christian Wilhelm Franke, publicada a Leipzig 1796–1808. Aquest Lexikon incloïa geografia, història i en part la biografia a més de la més típiques de mitologia, filosofia, història natural, etc.
L'edició de 2010 (21a) contenia unes 300.000 entrades en 24.000 pàgines, amb uns 35.000 mapes, gràfics i taules. És lamajor enciclopèdia impresa en alemany del segle XXI. També està disponible en versió digital sota el nom de Brockhaus Multimedial Premium, la qual és similar a Microsoft Encarta.